# Ronald Langacker
Ronald Langacker (Fond du Lac, 27 de desembre del 1942) és un conegut lingüista nord-americà (professor emèrit de la Universitat de Califòrnia) que destaca com un dels fundadors de la lingüística cognitiva i el creador de la gramàtica cognitiva. També ha realitzat importants contribucions a l'estudi comparatiu de les llengües utoasteques, a més d'editar nombrosos reculls de gramàtiques utoasteques poc descrites fins llavors.

## Trajectòria acadèmica
Langacker va desenvolupar els seus estudis a la Universitat d'Illinois, on va obtenir el doctorat l'any 1966. Des d'aquell any i fins al 2003, va ser professor de lingüística a la Universitat de Califòrnia (San Diego). Des del 1997 al 1999, també va ser el president de l'Associació Internacional de Lingüística Cognitiva. Al llarg de la seva carrera, ha publicat nombrosos estudis i articles, vinculats principalment al corrent anomenat lingüística cognitiva.

## Orígens de la lingüística cognitiva
Per a poder entendre amb precisió què defensa la lingüística cognitiva, i quines han estat les aportacions de Langacker en aquest camp, primer cal presentar les circumstàncies històriques del seu sorgiment. En la segona meitat del segle xx, el generativisme defensat per Noam Chomsky (a partir de la publicació el 1957 de l'obra Syntactic Structures) s'havia convertit en el corrent hegemònic als Estats Units. Les teories que va plantejar Chomsky van suposar una revolució real respecte als plantejaments estructuralistes defensats per Leonard Bloomfield. A banda d'això, també va suposar un canvi de paradigma per a les altres ciències cognitives. Fins llavors, només es consideraven analitzables els constructes que es poguessin observar, derivats dels dictats conductistes defensats per John B. Watson i Burrhus Frederic Skinner. Per tant, totes les interpretacions es limitaven a la vinculació d'un estímul i una resposta.
Chomsky va aconseguir demostrar de manera irrefutable, a partir de la seva crítica al llibre de Skinner Verbal Behaviour,
que resultava del tot impossible explicar un comportament humà tan complex i ple de matisos sense que hi hagués d'intervenir per força alguna mena de constructes mentals. És així com Chomsky va permetre l'acceptació del mentalisme en les ciències cognitives. El lingüista defensava que la nostra capacitat del llenguatge té com a base essencial la sintaxi. El llenguatge humà és la capacitat que tenim de combinar una sèrie d'elements finits, les paraules, de manera que puguin expressar un nombre il·limitat de missatges lingüístics. Podem fer això gràcies a unes regles de combinació
que ens permeten vincular elements petits per formar enunciats més grans. Partiríem d'una informació innata (gramàtica universal), que
combinaríem amb els enunciats que sentim per aprendre de petits qualsevol de les llengües del nostre entorn immediat. A més de
l'innatisme primordialment sintàctic, una altra idea del generativisme és la modularitat de llenguatge, és a dir, que hi ha
un mòdul cerebral autònom que està dedicat de manera específica a processar la informació lingüística, de la mateixa manera que n'hi
ha d'altres que es dediquen a processar la percepció visual.
Un dels problemes que plantejava aquesta teoria era
que no incorporava cap referència als aspectes culturals, històrics,
psicològics, socials i estilístics, però sobretot rebutjava
incloure en l'anàlisi qualsevol element semàntic. Això va provocar
un rebuig en una bona part de lingüistes, que a mitjans dels anys 70,
van plantejar que explicar el llenguatge sense que hi intervingui el
significat resultava poc satisfactori.
D'aquesta manera, pioners com
George Lakoff, Charles Fillmore, Ronald Langacker o Leonard Talmy, van
començar a desenvolupar noves línies d'investigació que partien de
supòsits radicalment contraris als dels generativistes i que
plantejaven un acostament nou a l'estudi del llenguatge.

## Gramàtica cognitiva
L'aportació principal de Langacker va quedar plasmada en les seves obres Foundations of Cognitive Gramar I i II, en què exposa una aproximació a la lingüística cognitiva que ell mateix va anomenar gramàtica cognitiva (GC). Tot i que el conjunt de les teories
desenvolupen la relació que hi ha entre llengua i cognició,
Langacker descriu la relació bàsica que hi ha entre aquests
conceptes de manera exhaustiva i detallada. El principi bàsic de la
gramàtica cognitiva és que la llengua és, en essència, una forma
de relacionar so i significat. D'acord amb aquesta tesi simbòlica,
qualsevol expressió lingüística ve representada per tres elements:
una estructura fonològica relacionada amb una estructura semàntica
mitjançant una relació simbòlica.
La llengua, des de la perspectiva de la GC, permet que les conceptualitzacions se
simbolitzin mitjançant sons (i gestos). La llengua és inherentment
simbòlica, i és aquest sistema simbòlic, com a mitjà de
comunicació de l'ésser humà, el que ens permet comunicar els
nostres pensaments a altres persones i a nosaltres mateixos. La
gramàtica, com un dels aspectes del llenguatge, també és
inherentment simbòlica i, per tant, significativa. Per tant, la GC
planteja una gramàtica sense existència autònoma i que és del tot
indissociable del significat.
La llengua es presenta com un fenomen
psicològic que no és pas autònom de la resta d'habilitats
cognitives. La GC assumeix que la llengua és un dels diferents
sistemes de relació que tenim amb la resta de l'espècie humana i
que participen en l'organització cognitiva global. D'aquesta manera,
la GC entén que els diferents elements gramaticals contribueixen al
significat global que tindrà la construcció i, per tant, ens trobem
que dues construccions molt semblants en aparença reben una anàlisi
semàntica diferent.
a. He sent a letter to Susan
b. He sent Susan a letter.
Per a Langacker, aquestes dues
construccions divergeixen semànticament perquè la primera ressalta
el trajecte que segueix la carta mentre que la segona en destaca el
resultat final. Les dues construccions inclouen els dos sentits, però
hi varia el relleu (salience)
que cada una d'aquestes dona a un dels aspectes. En paraules de
Langacker: “They embody substantially different conceptions of whan
those data are and what has to be said about them”.
En la línia de tot l'estudi dels
elements imagístics del llenguatge, Langacker defensa el caràcter
metafòric de bona part del llenguatge, cosa que es veu del tot
reflectida en la classificació de les construccions figuratives, que
són vistes com una faceta més de l'organització lingüística, i
no com un element clarament diferenciat. En aquesta concepció de la
gramàtica, els patrons gramaticals tenen la forma d'esquemes
contruccionals, “unes estructures simbòliques complexes que
incorporen les generalitzacions abstractes inherents a un conjunt
d'expressions complexes i serveixen de matriu per a la creació de
noves expressions amb aquest mateix patró”.
Cal entendre que, per a Langacker,
el significat té un paper central en l'anàlisi lingüística i, per
tant, assumeix que tots els aspectes gramaticals porten associats una
càrrega significativa. Tant és així, que fins i tot es pot donar
el cas que aspectes del significat facin que una forma pertanyi a una
mateixa categoria semàntica quan formen part de dues categories
sintàctiques diferenciades. Parteix d'una visió conceptualista del
significat lingüístic, ja que aquest no és res més que
l'estructuració del significat conceptual per mitjà d'unes
estratègies d'estructuració conceptual (construal).
Quan fem servir aquests constructes, podem, per exemple, concebre una
mateixa escena de formes alternatives, ja que introduïm diferents
perspectives des d'on la podem conceptualitzar o hi aportem diferents
configuracions de l'atenció que aportem a l'escena concreta.
La GC considera que podem reduir
tota l'estructura lingüística a uns patrons determinats d'activitats
neuronals. Tots aquests patrons presenten una consolidació
(entrechment)
més o menys clara, i aquest fet fa que estiguin disponibles per al
seu ús com unes unitats ja establertes amb anterioritat. Totes
aquestes unitats són com unes plantilles que ens serveixen per a poder
situar en diverses categories les diferents expressions lingüístiques
de què disposem, tenint en compte si s'assemblen més o menys al
prototip que hem establert. Aquestes unitats duen a terme una mena de
lluita que permet que s'activin en una situació determinada, en
funció del nivell de consolidació i d'adequació amb l'expressió
final que s'intenta categoritzar.
La GC assigna un significat molt
abstracte i esquemàtic fins i tot a les classes gramaticals.
D'aquesta manera, la distinció que es fa de manera habitual entre la
classe dels nominals i la classe dels relacionals té la seva base en
el fet que la primera perfila una “cosa” (que és un terme tècnic
que es fa servir per a designar una regió determina en un domini
cognitiu) i la segona indica una “relació” entre entitats que
són diferents. Entre aquesta segona, es distingeix entre “relacions
atemporals simples” (per exemple, un adjectiu o un verb estatiu),
“relacions atemporals complexes” (aquelles en els quals destaca
de manera unitària un esdeveniment format per subesdeveniments, com
el grup prepositiu “a través de”) i “processos” (una relació
temporal complexa, en la qual es conceben els estats interns com a
distribuïts de manera uniforme i de manera discreta i seqüencial en
el transcurs temporal). Pel que fa a la visió de les regles
gramaticals, la concepció de la GC planteja bàsicament que està
formada per construccions. Una construcció és un esquema
construccional, una estructura simbòlica complexa en la qual els
components són versions esquematitzades d'elements lingüístics
concrets.

## Obres principals
- - Language and its Structure. Ronald W. Langacker. Nova York: Harcourt, Brace, and World, 1968.
  - Fundamentals of Linguistic Analysis. Ronald W. Langacker. New York: Harcourt Brace Jovanovich, 1972.
  - "An introduction to cognitive grammar". Ronald W. Langacker, en Cognitive Science, 10, pp. 1–40.
  - Foundations of Cognitive Grammar, Volume I, Theoretical Prerequisites. Ronald W. Langacker. Stanford, California: Stanford University Press, 1987. ISBN 0-8047-1261-1.
  - Concept, Image, and Symbol: The Cognitive Basis of Grammar. Ronald W. Langacker. Berlin & New York: Mouton de Gruyter, 1991. ISBN 3-11-012863-2, ISBN 0-89925-820-4.
  - Foundations of Cognitive Grammar, Volume II, Descriptive Application. Ronald W. Langacker. Stanford, California: Stanford University Press, 1991. ISBN 0-8047-1909-8.
  - Grammar and Conceptualization. Ronald W. Langacker. Berlin & New York: Mouton de Gruyter, 1999. ISBN 3-11-016603-8.
  - Cognitive Grammar: A Basic Introduction. Ronald W. Langacker. New York: Oxford University Press, 2008. ISBN 978-0-19-533196-7.
  - Investigations in Cognitive Grammar. Ronald W. Langacker. Berlin and New York: Mouton de Gruyter, 2009. Cognitive Linguistics Research 42.